# Audre arenarum
Audre arenarum är en fjärilsart som beskrevs av Schneider 1937. Audre arenarum ingår i släktet Audre och familjen Riodinidae. Inga underarter finns listade i Catalogue of Life.